# 451年
| 千纪： | 1千纪                                                                                           |
| 世纪： | 4世纪 \| 5世纪 \| 6世纪                                                                         |
| 年代： | 420年代 \| 430年代 \| 440年代 \| 450年代 \| 460年代 \| 470年代 \| 480年代                       |
| 年份： | 446年 \| 447年 \| 448年 \| 449年 \| 450年 \| 451年 \| 452年 \| 453年 \| 454年 \| 455年 \| 456年 |
| 纪年： | 辛卯年（兔年）；北魏太平真君十二年，正平元年；南朝宋元嘉二十八年；高昌北凉承平九年              |

## 大事记
- 中國
  - 盱眙之圍，北魏強攻了三十日還是無法攻陷盱眙，慮及彭城宋軍可能會出兵斷其歸路，北魏太武帝放棄攻城北走。
  - 北魏與劉宋之間反覆攻防的瓜步之戰以北魏撤退告終，但劉宋自此失去了元嘉之治的成果，走向衰落。
- 西罗马帝国
  - 9月20日——沙隆戰役：匈奴王阿提拉在高卢被西羅馬帝國將軍埃提烏斯和西哥特國王狄奧多里克一世的聯軍擊败，隨後轉而侵擾義大利半島。
- 其他
  - 查尔西顿会议，第四次全基督教会议，將基督一性派定為異端，制定《迦克墩信經》。。

## 逝世
- 裴松之——南朝史学家（372年出生，79岁）
- 劉義康——宋武帝劉裕第四子，因涉及孔熙先等謀反之事而被為庶人。宋文帝及後見北魏大舉南侵，兵臨長江北，擔心又被人趁機擁立而下令處死。
- 拓跋晃北魏太武帝拓跋燾的長子
- 狄奧多里克一世——西哥特國王，在與阿提拉率領的匈人帝國、東哥特聯軍作戰時被東哥特人的標槍擊中而陣亡。